# Megaloprepia
Megaloprepia – rodzaj ptaków z podrodziny treronów (Raphinae) w obrębie rodziny gołębiowatych (Columbidae).

## Zasięg występowania
Rodzaj obejmuje gatunki występujące na Molukach, Nowej Gwinei i w Australii.

## Morfologia
Długość ciała 28–45 cm; masa ciała 150–500 g. 

## Systematyka

### Etymologia
Megaloprepia: gr. μεγαλοπρεπια megaloprepeia „wspaniałość”, od μεγαλως megalōs „niezwykle”, od μεγας megas, μεγαλη megalē „wspaniały”; πρεπω prepō „zostać rozróżnionym”.

### Podział systematyczny
Gatunki wyodrębnione z rodzaju Ptilinopus; w takim ujęciu do rodzaju należą następujące gatunki:
- Megaloprepia formosa (G.R. Gray, 1861) – owocożer żółtobrzuchy
- Megaloprepia magnifica (Temminck, 1821) – owocożer purpurowy